# John Wilkes Booth
John Wilkes Booth (Bel Air, Maryland, 10 de mayo de 1838-Port Royal, Virginia, 26 de abril de 1865) fue un actor de teatro estadounidense y asesino del presidente Abraham Lincoln en el Teatro Ford en Washington D. C. el 14 de abril de 1865. Miembro del destacado grupo teatral Booth del siglo XIX que fue un simpatizante de los Estados Confederados durante toda la guerra, no soportó la derrota final de la causa confederada y pretendió cambiar el inminente resultado de la guerra de Secesión, al denunciar al presidente Lincoln, lamentando la reciente abolición de la esclavitud en los Estados Unidos.
Originalmente, Booth y su pequeño grupo de conspiradores habían planeado secuestrar a Lincoln, pero luego acordaron asesinarlo, así como al vicepresidente Andrew Johnson y al secretario de Estado William H. Seward, también para ayudar a la causa confederada. Aunque su ejército del norte de Virginia, comandado por el general Robert E. Lee, se había entregado al ejército de la Unión cuatro días antes, Booth creía que la Guerra Civil seguía sin resolverse porque el ejército confederado del general Joseph E. Johnston seguía luchando.
Booth disparó al presidente Lincoln una vez en la nuca. La muerte de Lincoln a la mañana siguiente completó la parte de la trama de Booth. Seward, gravemente herido, se recuperó, mientras que el vicepresidente Johnson nunca fue atacado. Booth huyó a caballo hacia el sur de Maryland y 12 días después fue encontrado en una granja en el norte rural de Virginia, después de que sus perseguidores lo rastrearan con éxito y dieran con él en un granero. El compañero de Booth se rindió allí, pero Booth mantuvo un enfrentamiento hasta la muerte. Después de que las autoridades incendiaran el granero, el soldado de la Unión Boston Corbett le disparó fatalmente en el cuello. Paralizado, murió unas horas después. De los ocho conspiradores que más tarde fueron condenados, cuatro fueron ahorcados.

## Biografía
La familia Booth era prominente en el teatro estadounidense de la época. Su padre, Junius Brutus Booth, y su hermano, Edwin Booth, también eran actores célebres, y John Wilkes había ya debutado en el teatro como actor a los 18 años, siendo considerado un joven talentoso y con una promisoria carrera artística, tanto en roles clásicos como los dramas de Shakespeare como en las comedias ligeras inglesas del XVIII.
Booth se había mantenido leal a la causa de la Confederación desde el inicio de la guerra civil estadounidense en abril de 1861 pero su caso no era raro en su estado natal de Maryland. De hecho, pese a estar geográficamente más próxima a los Estados del norte, gran parte de la población de Maryland era partidaria de la esclavitud pero la legislatura estatal había votado por mantenerse dentro de la Unión, lo cual causó una fractura en la opinión pública de Maryland, en tanto el sentimiento de solidaridad hacia los confederados se mantenía vivo entre gran parte de las masas.
La familia de Booth también tuvo opiniones divididas al respecto, siendo John Wilkes el único partidario abierto de los Estados Confederados de América al punto de haber escrito un folleto contra el abolicionismo ya en 1860 con motivo de la elección de Lincoln, pero prometió a sus padres y hermanos no huir al Sur ni involucrarse en actividad política contra la Unión. Contando con ello, Booth prosiguió su actividad teatral en Nueva York, Baltimore, Boston, y Washington D. C., ganando fama y prestigio en el mundo actoral de su país.
Pese a sus triunfos profesionales, Booth mantenía viva su simpatía hacia la Confederación, conocida solo por un grupo de amistades con idénticas ideas, y quedó vivamente afectado al tener noticias de los continuos éxitos bélicos de la Unión a lo largo del año 1864, por lo cual en noviembre de dicho año planificó con algunos compañeros prosudistas el secuestro del propio Abraham Lincoln del "Old Soldiers House" (Hogar del Soldado), recinto para veteranos de guerra cercano a la Casa Blanca frecuentemente visitado por el presidente, para canjear a Lincoln por 10 000 oficiales sudistas retenidos como prisioneros. No obstante, este plan no pudo ejecutarse. 

### Década de 1860
Booth se embarcó es su primera gira nacional como actor principal después de terminar la temporada teatral de 1859-1860 en Richmond (Virginia). Contrató al abogado de Filadelfia Matthew Canning para que actuara como su agente. A mediados de 1860, actuaba en ciudades como Nueva York; Boston; Chicago; Cleveland; San Luis (Misuri); Georgia; Montgomery (Alabama);Alabama; y Nueva Orleans.El poeta y periodista Walt Whitman dijo sobre la actuación de Booth: "Tenía destellos, pasajes, pensé en un verdadero genio". El crítico de teatro de Philadelphia Press dijo: "Sin tener la cultura y la gracia de su hermano Edwin Booth, tiene mucha más acción, más vida y, nos inclinamos a pensar, más genio natural". En octubre de 1860, mientras actuaba en Columbus, Georgia (Estados Unidos), Booth recibió un disparo accidental en su hotel, que le causó una herida que se pensó que acabaría con su vida. Cuando comenzó la Guerra Civil el 12 de abril de 1861, Booth interpretaba un papel de protagonista en Albany, Nueva York. Fue franco en su admiración por la secesión del Sur, calificandola públicamente de "heroica". Esto enfureció tanto a los ciudadanos locales que exigieron que se le prohibiera subir al escenario por hacer "declaraciones de traición". Los críticos de teatro de Albany fueron más amables y le dieron críticas muy favorables. Alguien lo llamó genio y elogió su actuación por "nunca dejar de deleitarse con sus magistrales impresiones". Mientras la Guerra Civil arrasaba la tierra dividida en 1862, Booth apareció principalmente en los estados de la Unión y fronterizos. En enero, interpretó el papel principal en Ricardo III en San Louis y luego hizo su debut en Chicago. En marzo, hizo su primera aparición como actor en la ciudad de New York. En mayo de 1862, hizo su debut en Boston, y actuó todas las noches en el Museo de Boston en Ricardo III (12,15 y 23 de mayo), Romeo y Julieta (13 de mayo), The Robbers (14 y 21 de mayo), Hamlet (16 de mayo), El Apóstata.

### Asesinato de Lincoln
A inicios de 1865, las campañas de los generales nordistas William Tecumseh Sherman y Philip Sheridan habían destruido la mayor parte de las fuerzas de la Confederación, lo cual motivó que Booth sufriera gran ansiedad por "hacer algo muy importante" para cambiar la marcha de la guerra. El 9 de abril de 1865 el general sudista Robert E. Lee rendía su fuerza de casi 28 000 soldados del "Ejército de Virginia" a las tropas del general nordista Ulysses S. Grant en Appomattox (Virginia), lo cual en la práctica significaba el fin de la guerra, al comandar Lee el único grupo de tropas confederadas en condiciones de seguir la lucha. 
Tras saberse la noticia en Washington D. C., Booth y un grupo de fanáticos conspiradores dirigido por él, entre ellos el dependiente de farmacia David Herold, el periodista John Surratt y la madre de este, Mary Surratt, se organizaron para atentar contra el presidente Abraham Lincoln, contra Andrew Johnson (viceprepresidente), el secretario de Estado William H. Seward, y el secretario de Guerra Edwin M. Stanton, en un desesperado intento por ayudar a la debilitada causa de la Confederación, considerando que aún resistía en Carolina del Norte una tropa de 98 000 hombres (aunque muy escasos de armas y munición) del general Joseph E. Johnston. 

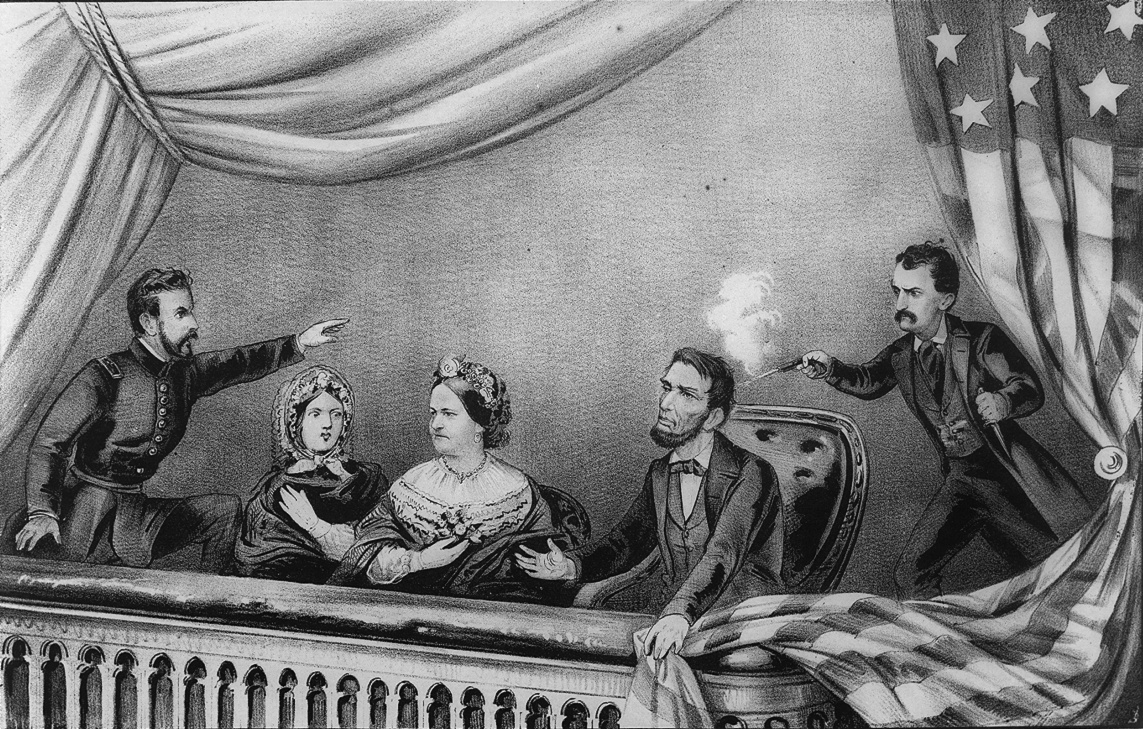
Litografía del asesinato de Lincoln.

Enterado de que Lincoln acudiría al Teatro Ford de Washington D. C. para una representación teatral celebrando la rendición de Robert E. Lee, Booth trazó su plan rápidamente para asesinar a Lincoln y efectuar una cuidadosa huida, considerando que la muerte del presidente paralizaría la administración de los Estados Unidos, desmoralizaría a las tropas de la Unión, y daría tiempo a la desfalleciente Confederación para continuar la guerra. 
Así que la noche del 14 de abril, mientras el presidente Lincoln, junto a su esposa, estaba presenciando una comedia en el teatro Ford de Washington D. C., Booth se coló en el palco del presidente, aprovechando que, como actor y amigo de los dueños del teatro, nadie sospecharía su presencia en pasillos y corredores cerrados al público. Ya en el palco, Booth le descargó a Lincoln un disparo de pistola en la cabeza con una Deringer, que lo dejó herido de muerte, la cual se produjo horas después. 
El asesino aprovechó la confusión causada por los disparos y saltó del palco, agarrándose de un telón que al rasgarse lo dejó caer al suelo, hiriéndose en la pierna izquierda. Al saltar por el telón del palco presidencial se rompió el pulgar derecho y al llegar al escenario sufrió un corte en la ceja debido a un golpe de espada de alguien que lo trato de capturar. Mientras huía del escenario del crimen, Booth dijo la famosa frase en latín: "Sic semper tyrannis" ("Así siempre les ocurre a los tiranos"), y escapó en un caballo oculto en las cercanías del teatro para tal ocasión, teniendo una ruta de fuga ya bien planificada.

### Fuga y muerte
Ayudado por sus cómplices John Surratt y Mary Surratt, y contando con una red de "refugios" de simpatizantes confederados durante su escape, Booth huyó con Herold hacia el Estado de Virginia pero reparó con sorpresa que la muerte de Lincoln no paralizó la administración pública de la Unión ni detuvo las operaciones bélicas de sus líderes, mientras las débiles fuerzas de la Confederación tampoco podían aprovechar la ocasión para llevar a cabo contraofensiva alguna. Booth cruzó el río Potomac junto con Herold en la noche del 23 de abril, siendo ya buscado para entonces por centenares de soldados unionistas, que tenían ya la identidad y descripción de Booth, además de dominar por completo la zona norte de Virginia. 
Booth y Herold fueron recibidos por un veterano confederado que les consiguió refugio en el rancho de la familia Garrett cerca de Port Royal (Virginia), a quienes ocultó las identidades de los fugitivos. Allí Booth supo de la rendición del general Joseph Johnston y su débil "Ejército del Tennessee." Esto significaba que la Confederación estaba próxima a desintegrarse sin remedio y por ello la muerte de Lincoln había sido inútil.
Pocos días después, al amanecer del 26 de abril varios soldados unionistas hallaron a Booth, junto a Herold, en la granja de los Garrett y les ordenaron rendirse. Booth se negó y empezó un breve tiroteo donde Booth fue alcanzado por un disparo del soldado Boston Corbett que acabó con su vida horas después. Se atribuye a Booth haber mirado ansiosamente sus manos en sus últimos momentos exclamando a ellas "Useless, useless!" ("¡Inútiles, inútiles!").
David Herold, Mary Surratt y los demás conspiradores fueron detenidos, juzgados y condenados a muerte. Fueron ahorcados el 7 de julio de 1865. El 9 de mayo el gobierno de la Unión había dado por concluida la guerra tras la rendición días atrás de los últimos grupos organizados de tropas confederadas.

## Teorías de la muerte de Booth
En 1907, un abogado texano llamado Finis Bates publicó un libro que al castellano se tradujo como El escape y el suicidio de John Wilkes Booth (el título original es: An account of the assassination of President Lincoln). En ese libro relata un curioso encuentro con uno de sus clientes, John St. Helen, en 1878, cuando sufría una violenta fiebre. St. Helen creyó que pronto iba a morir, y le confesó que su nombre real era John Wilkes Booth.
Le confesó que logró atravesar el río Potomac usando la contraseña T.B. T.B. Road y que se atendió con el doctor Samuel A. Mudd, quien le entablilló su pierna fracturada. Se refugió en la granja Garrett y alertado por algunos confederados de la cercanía de las tropas unionistas, decidió escapar, dejando sus pertenencias en la granja. 
St. Helen se recuperó y vivió hasta 1903, cuando se suicidó en una hostería en Enid, Oklahoma, bebiendo una solución de ácido mezclada con estricnina. Bates hizo momificar el cuerpo. 
Aunque los sucesivos gobiernos han negado terminantemente esta teoría, varios historiadores y un informe realizado en 1931 al cadáver de St. Helen confirmarían que se trataría de Booth. Existen declaraciones juradas de soldados que vieron el cadáver y testimoniaron que la persona a la que habían matado en la granja no era Booth, sino David Boyle, que era buscado por matar a un capitán en Maryland.